# Brigitte Albrecht-Loretan
Brigitte Albrecht-Loretan (ur. 6 października 1970 w Lax) – szwajcarska biegaczka narciarska, brązowa medalistka olimpijska.

## Kariera
Igrzyska olimpijskie w Alberville w 1992 r. były jej olimpijskim debiutem. Jej najlepszym indywidualnym wynikiem było tam 17. miejsce w biegu na 30 km techniką dowolną. Na igrzyskach olimpijskich w Lillehammer spisała się słabiej plasując się w czwartej dziesiątce. Podczas igrzysk w Nagano osiągnęła swój najlepszy indywidualny wynik na igrzyskach zajmując siódme miejsce w biegu na 30 km techniką dowolną. Ponadto sztafeta szwajcarska z Albrecht-Loretan w składzie zajęła bardzo wysokie czwarte miejsce. Największy sukces osiągnęła jednak na igrzyskach olimpijskich w Salt Lake City, gdzie wraz z Andreą Huber, Laurence Rochat i Natascią Leonardi Cortesi zdobyła brązowy medal w sztafecie 4 × 5 km. Indywidualnie zajęła między innymi 29. miejsce w biegu łączonym na 10 km. Na późniejszych igrzyskach już nie startowała.
W 1993 r. zadebiutowała na mistrzostwach świata biorąc udział w mistrzostwach w Falun. Najlepsze wyniki uzyskała w biegu na 15 km techniką klasyczną oraz w biegu na 30 km techniką dowolną, w obu przypadkach zajmując 25. miejsce. Osiągnięcie to wyrównała podczas mistrzostwa świata w Thunder Bay, gdzie zajęła 25. miejsce w biegu pościgowym 5+10 km. Lepiej spisała się na mistrzostwach świata w Trondheim, gdzie zajęła 14. miejsce w biegach na 15 km stylem dowolnym oraz w biegu pościgowym 5+10 km. Na mistrzostwach w Ramsau osiągnęła swój największy indywidualny sukces na mistrzostwach zajmując 11. miejsce w biegu na 15 km techniką dowolną. Startowała także na mistrzostwach świata w Lahti, ale bez większych osiągnięć.
Najlepsze wyniki w Pucharze Świata osiągnęła w sezonie 1996/1997, kiedy to zajęła 12. miejsce w klasyfikacji generalnej. Występowała także w cyklu FIS Marathon Cup, zajmując między innymi czwarte miejsce w klasyfikacji końcowej sezonu 2000/2001. W 2002 r. zakończyła karierę.

## Osiągnięcia

### Igrzyska olimpijskie
| Miejsce | Dzień     | Rok  | Miejscowość    | Konkurencja             | Czas biegu | Strata  | Zwyciężczyni      |
| ------- | --------- | ---- | -------------- | ----------------------- | ---------- | ------- | ----------------- |
| 20.     | 13 lutego | 1992 | Albertville    | 5 km stylem klasycznym  | 14:13,8    | +55,7   | Marjut Lukkarinen |
| 36.     | 15 lutego | 1992 | Albertville    | 5+10 km pościgowy       | 40:07,7    | +4:35,1 | Lubow Jegorowa    |
| 9.      | 17 lutego | 1992 | Albertville    | Sztafeta 4 × 5 km       | 59:34,8    | +3:19,3 | WNP               |
| 17.     | 21 lutego | 1992 | Albertville    | 30 km stylem dowolnym   | 1:22:30,1  | +7:24,2 | Stefania Belmondo |
| 38.     | 13 lutego | 1994 | Lillehammer    | 15 km stylem dowolnym   | 39:44,5    | +6:27,4 | Manuela Di Centa  |
| 5.      | 21 lutego | 1994 | Lillehammer    | Sztafeta 4 × 5 km       | 57:12,5    | +2:52,6 | Rosja             |
| 37.     | 24 lutego | 1994 | Lillehammer    | 30 km stylem klasycznym | 1:25:41,6  | +9:13,7 | Manuela Di Centa  |
| 10.     | 10 lutego | 1998 | Nagano         | 5 km stylem klasycznym  | 17:37,9    | +38,6   | Łarisa Łazutina   |
| 10.     | 12 lutego | 1998 | Nagano         | 5+10 km pościgowy       | 46:06,9    | +1:04,9 | Łarisa Łazutina   |
| 4.      | 15 lutego | 1998 | Nagano         | Sztafeta 4 × 5 km       | 55:13,5    | +1:39,8 | Rosja             |
| 7.      | 20 lutego | 1998 | Nagano         | 30 km stylem dowolnym   | 1:22:01,5  | +3:13,5 | Julija Czepałowa  |
| 31.     | 9 lutego  | 2002 | Salt Lake City | 15 km stylem dowolnym   | 39:54,4    | +3:00,0 | Stefania Belmondo |
| 29.     | 15 lutego | 2002 | Salt Lake City | 10 km łączony           | 25:09,9    | +1:17,4 | Beckie Scott      |
| 3.      | 21 lutego | 2002 | Salt Lake City | Sztafeta 4 × 5 km       | 49:30,6    | +33,0   | Niemcy            |

### Mistrzostwa świata
| Miejsce | Dzień     | Rok  | Miejscowość | Konkurencja             | Czas biegu | Strata  | Zwyciężczyni      |
| ------- | --------- | ---- | ----------- | ----------------------- | ---------- | ------- | ----------------- |
| 25.     | 19 lutego | 1993 | Falun       | 15 km stylem klasycznym | 44:49,0    | +4:12,2 | Jelena Välbe      |
| 46.     | 21 lutego | 1993 | Falun       | 5 km stylem klasycznym  | 14:07,6    | +1:21,1 | Łarisa Łazutina   |
| 36.     | 23 lutego | 1993 | Falun       | 5+10 km pościgowy       | 40:19,0    | +3:33,8 | Stefania Belmondo |
| 25.     | 27 lutego | 1993 | Falun       | 30 km stylem dowolnym   | 1:22:41,3  | +7:45,6 | Stefania Belmondo |
| 46.     | 12 marca  | 1995 | Thunder Bay | 5 km stylem klasycznym  | 15:23,7    | +2:06,5 | Łarisa Łazutina   |
| 25.     | 14 marca  | 1995 | Thunder Bay | 5+10 km pościgowy       | 43:19,6    | +2:25,5 | Łarisa Łazutina   |
| 7.      | 16 marca  | 1995 | Thunder Bay | Sztafeta 4 × 5 km       | 53:47,6    | +4:13,9 | Rosja             |
| 32.     | 18 marca  | 1995 | Thunder Bay | 30 km stylem dowolnym   | 1:16:27,3  | +7:58,0 | Jelena Välbe      |
| 14.     | 21 lutego | 1997 | Trondheim   | 15 km stylem dowolnym   | 36:28,2    | +2:01,7 | Jelena Välbe      |
| 33.     | 23 lutego | 1997 | Trondheim   | 5 km stylem klasycznym  | 13:32,7    | +52,1   | Jelena Välbe      |
| 14.     | 24 lutego | 1997 | Trondheim   | 5+10 km pościgowy       | 39:13,5    | +1:46,7 | Stefania Belmondo |
| 8.      | 27 lutego | 1997 | Trondheim   | Sztafeta 4 × 5 km       | 56:40,2    | +2:27,2 | Rosja             |
| 26.     | 23 lutego | 1997 | Trondheim   | 30 km stylem klasycznym | 13:32,7    | +7:09,3 | Jelena Välbe      |
| 11.     | 19 lutego | 1999 | Ramsau      | 15 km stylem dowolnym   | 38:49,0    | +2:36,2 | Stefania Belmondo |
| 21.     | 22 lutego | 1999 | Ramsau      | 5 km stylem klasycznym  | 12:49,8    | +1:12,3 | Bente Skari       |
| 14.     | 23 lutego | 1999 | Ramsau      | 5+10 km pościgowy       | 42:27,9    | +2:18,4 | Stefania Belmondo |
| 5.      | 25 lutego | 1999 | Ramsau      | Sztafeta 4 × 5 km       | 53:05,9    | +2:25,8 | Rosja             |
| 15.     | 27 lutego | 1999 | Ramsau      | 30 km stylem klasycznym | 1:29:19,9  | +5:23,9 | Łarisa Łazutina   |
| 41.     | 18 lutego | 2001 | Lahti       | 10 km łączony           | 28:06,1    | +2:58,1 | Virpi Kuitunen    |

### Puchar Świata

#### Miejsca w klasyfikacji generalnej
- sezon 1991/1992: 15.
- sezon 1992/1993: 33.
- sezon 1993/1994: 46.
- sezon 1994/1995: 44.
- sezon 1995/1996: 24.
- sezon 1996/1997: 12.
- sezon 1997/1998: 17.
- sezon 1998/1999: 15.
- sezon 1999/2000: 40.
- sezon 2000/2001: 50.
- sezon 2001/2002: 78.

#### Miejsca na podium
Albrecht-Loretan nigdy nie zajęła miejsca na podium zawodów Pucharu Świata.

### FIS Marathon Cup

#### Miejsca w klasyfikacji generalnej
- sezon 1999/2000: 9.
- sezon 2000/2001: 4.
- sezon 2001/2002: 7.

#### Miejsca na podium
| Nr | Dzień    | Rok  | Zawody              | Dystans               | Czas biegu | Strata  | Pozycja | Zwyciężczyni     |
| -- | -------- | ---- | ------------------- | --------------------- | ---------- | ------- | ------- | ---------------- |
| 1. | marzec   | 2000 | Engadin Skimarathon | 42 km stylem dowolnym | 1:28:19,8  | +3:12,9 | 2.      | Julija Czepałowa |
| 2. | 11 marca | 2001 | Engadin Skimarathon | 42 km stylem dowolnym | 1:29:19    | -       | 1.      | -                |
| 3. | 10 marca | 2002 | Engadin Skimarathon | 42 km stylem dowolnym | 1:34:48    | -       | 1.      | -                |